# 나루체

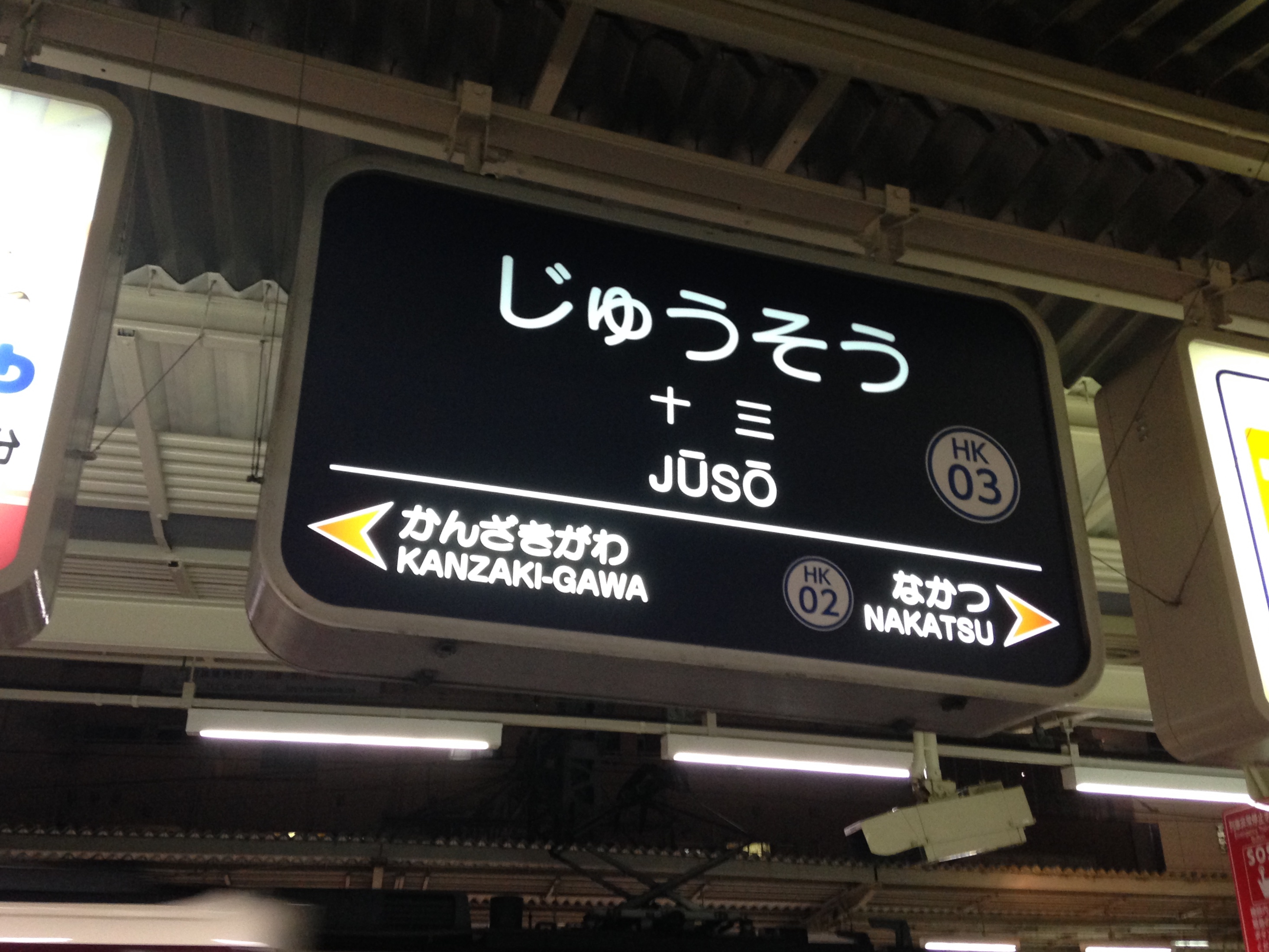

나루체(ナール)는 샤켄사에서 1972년 개발한 둥근고딕체의 일종이다. 굴림체를 비롯하여 한국어 둥근고딕체들도 이 글꼴의 영향을 많이 받았으며, 둥근고딕체 계열의 글꼴이 “○○나루체”로 명명되기도 한다.
디자이너 나카무라 유키히로가 1970년에 샤켄에서 주최한 ‘제1회 이시이상 창작타이프 페이콘테스트’에 “가는둥근고딕(細丸ゴシック)” 이름으로 응모하여 해당 콘테스트에서 1위를 수상한 것이 나루체의 기원이다. 나카무라는 간판업, TV자막 및 타이틀로고용 텔롭카드 제작, 광고 레이아웃 등에 종사한 경력자로, 나카무라에게 둥근고딕체는 스팟뉴스의 헤드라인 표시용 텔롭카드의 지정 글꼴로서 익숙한 것이었다.  「お」「た」「む」 등의 자형이 독특한 점도 텔레비전 텔롭에 익숙해진 무렵의 영향이라고 밝혔다.
응모된 “가는둥근고딕”은 한자 50자와 가나, 일부 기호를 포함한 원자 5800자를 나카무라가 맡았고, 감수를 샤켄사의 하시모토 카즈오(橋本和夫)가 맡았다. 그리고 “나카무라”의 “나”와 “Round”의 “R”을 조합해서 “나루”라고 명명되었고, 1972년 샤켄에서 수동사식기용 문자판이 발매되었다. 1973년에는 나루와 조합해서 사용하는 굵은 글꼴 “디나루(ナールD)”도 발매되었다.
나루체는 글자가 정방형의 전면을 점유하여 면적이 넓은 둥근고딕으로서, 자형이 가운데로 좁게 모인 글꼴이 상식이었던 기존의 둥근고딕체의 기성개념을 깬 밝은 글꼴로서 업계에 충격을 주었다. 강시 광고판에서는 기존의 글꼴에 대해 자간 조정이 번거로움을 느끼고 있었다. 나카무라는 콘테스트에 응모할 때 밝힌 “설계 의도”에서 자간의 밸런스를 만들어 공정을 단축할 수 있기 때문에 카피나 자막용으로 적합하다고 피력했다.
나루체는 광고나 잡지, 신문의 표제 등에 사용되는 디스플레이 글꼴로서 많이 사용되었고, 포스터나 광고의 캐치프레이즈, 텔레비전 자막, 도로 표지판 등에 폭넓게 사용되고 있다.